# Parafia Matki Bożej Częstochowskiej w Rybniku
Parafia Matki Bożej Częstochowskiej w Rybniku – parafia rzymskokatolicka należąca do archidiecezji katowickiej i dekanatu Rybnik. Została erygowana w dniu 26 sierpnia 2012 roku przez księdza arcybiskupa Wiktora Skworca.

## Grupy parafialne
Na terenie parafii działa kilka grup parafialnych:
- Dzieci Maryi,
- Ministranci,
- Oaza młodzieżowa,
- Domowy kościół,
- Żywy Różaniec,
- Krąg biblijny,
- Wspólnota mężczyzn Św. Józefa.